# Pjetër Bogdani
Pour les articles homonymes, voir Bogdani (homonymie).
Vous pouvez aider à l'améliorer ou bien discuter des problèmes sur sa page de discussion.
- Il ne cite pas suffisamment ses sources. Vous pouvez indiquer les passages à sourcer avec {{référence nécessaire}} ou {{Référence souhaitée}}, et inclure les références utiles en les liant aux notes de bas de page. (Marqué depuis août 2024)
- Certaines informations devraient être mieux reliées aux sources mentionnées dans la bibliographie ou les liens externes. Améliorez sa vérifiabilité en les associant par des références. (Marqué depuis août 2024)

- Archive Wikiwix
- Bing
- Cairn
- DuckDuckGo
- E. Universalis
- Gallica
- Google
- G. Books
- G. News
- G. Scholar
- Persée
- Qwant
- (zh) Baidu
- (ru) Yandex
- (wd) trouver des œuvres sur Wikidata

Pjetër Bogdani (Gur i Hasit, près de Kukës Albanie, ~1630 - Prishtina, Kosovo 1689), connu en italien comme Pietro Bogdano est un écrivain albanais auteur de Cuneus Prophetarum (La cohorte des prophètes), 1685, premier livre en prose écrit essentiellement en albanais.

## Biographie
Bogdani fut éduqué selon les traditions de l'Église catholique romaine, à laquelle il dédia toute son énergie. Son oncle André ou Ndre Bogdani (~ 1600-1683) était archevêque de Skopje (en) et l’auteur d’une grammaire latine en albanais, aujourd’hui perdue. On croit que Bogdani fut d'abord éduqué par des franciscains à Tchiprovtsi (aujourd’hui en Bulgarie), puis au collège illyrien de Loreto (Italie), comme ses prédécesseurs Pjetër Budi et Frang Bardhi. De 1651 à 1654, il fut prêtre à Pult et de  1654 à 1656, il étudia à la Congrégation pour l'évangélisation des peuples à Rome, où il fut docteur en philosophie et théologie. En 1656, il devint évêque de Shkodra. De plus, il fut l'administrateur de la Archevêché de Antivari (Bar) jusqu'à 1671.
Pendant les tumultueuses années de la guerre turco-autrichienne, 1664-1669, il se réfugia dans les villages de Barbullush et Rjoll près de Shkodra. En 1677, il succéda à son oncle comme archevêque de Skopje et administrateur de la Serbie.
Sa ferveur religieuse et patriotique en faisait un ennemi des Turcs, et il dut s’enfuir à Raguse (Dubrovnik), puis à Venise et à Padoue, emportant ses manuscrits avec lui. À Padoue, il fut reçu par le cardinal Gregorio Barbarigo (1622-1697), pour qui il avait déjà travaillé à Rome. Le cardinal était responsable des affaires ecclésiastiques orientales, et il était donc intéressé par la culture albanaise. De plus, il avait fondé une imprimerie à Padoue, la Tipografia del Seminario, avec des fontes hébraïques, arabes et arméniennes.
Après la publication de Cuneus Prophetarum, Bogdani retourna dans les Balkans en mars 1686 ; il y passa les années suivantes dans la résistance contre les armées de l’Empire ottoman, surtout au Kosovo. Il vint avec une force de 6 000 soldats albanais soutenir l'armée autrichienne qui était arrivée à Prishtina, et ils accompagnèrent celle-ci jusqu'à Prizren. Ils y furent vaincus par un autre adversaire, la peste dont il mourut en décembre 1689 à Prishtina.

## Poésie
Il publia son vaste traité théologique le Cuneus Prophetarum, à Padoue en 1685, en albanais et italien avec l’aide du cardinal Barbarigo. Bogdani avait terminé la version albanaise dix ans auparavant, mais la Propagation de la Foi exigea une traduction italienne pour pouvoir la soumettre aux censeurs de l'Index.
L'œuvre fut imprimée avec des caractères latins, mais aussi quelques caractères cyrilliques utilisés par Pjetër Budi et Frang Bardhi. Bogdani avait aussi un grand intérêt par la langue albanaise et il demanda des traductions des évangiles et d'autres textes pendant sa période au Collège de la Propagation de la Foi.
Le Cuneus Prophetarum fut publié en deux colonnes parallèles—en italien et albanais—et divisé en deux volumes de quatre échelles.
Le premier volume contient des dédicaces en latin, albanais, italien et serbe, et il inclut un poème de son cousin Luca Bogdani et un autre de Luca Summa. Ce volume parle de l'Ancien Testament : i) Dieu créa l'homme, ii) Les prophètes et leurs métaphores sur l'avènement du Messie, iii) La vie des prophètes et ses prophéties iv) Les chansons des dix Sibylles.
Le deuxième volume De vita Jesu Christi salvatoris mundi parle du Nouveau Testament i) La vie de Jésus, ii) Les miracles de Jésus, iii) La passion, iv) La résurrection. Il inclut une traduction du Livre de Daniel, 9. 24-26  en 8 langues : latin, grec, arménien, syrien, hébreu, arabe, italien et albanais, puis un chapitre sur l’antichrèse et un dossier de trois pages sur l'Antichità della Casa Bogdana.
Le livre fut réimprimé comme L'infallibile verità della cattolica fede, Venise 1691 et 1702.